# Cañon naval BL 7,5" Mk II - V
Los cañones BL de 7,5 pulgadas Mk II - Mk V fueron una serie diferentes modelos de artillería naval del calibre 50 producidos por el Reino Unido en la Primera Guerra Mundial. Todos tenían un rendimiento similar y disparaban los mismos proyectiles.

### Mark II
Los cañones Mark II se desarrollaron originalmente para satisfacer las necesidades de defensa costera en la India británica. Durante la Primera Guerra Mundial, varios cañones de reserva fueron fabricados para la India aunque en el Reino Unido aún se emplearon como cañones de defensa costera. Fueron desguazados o enviados a la India poco después de la guerra.

### Mark II*, II** y V

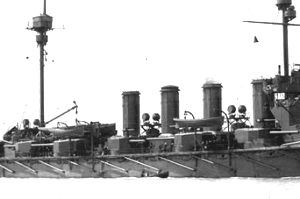
Baterías secundarias de estribor Mk V del HMS Minotaur

Estos modelos fueron construidos y empleados específicamente como cañones navales y montados como armamento secundario para obtener una alternativa más pesada a los cañones de 6 pulgadas, en los siguientes barcos:
- Cruceros acorazados clase Warrior establecidos en 1903-04 y encargados en 1906-07.
- Cruceros acorazados clase Minotaur establecidos en 1905 y encargados en 1908-09.

### Mark III

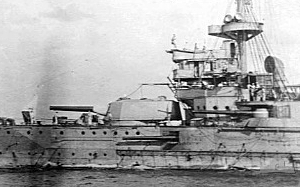
Casamata de un Mk III a proa por babor del Swiftsure durante la Batalla de Galípoli en 1915

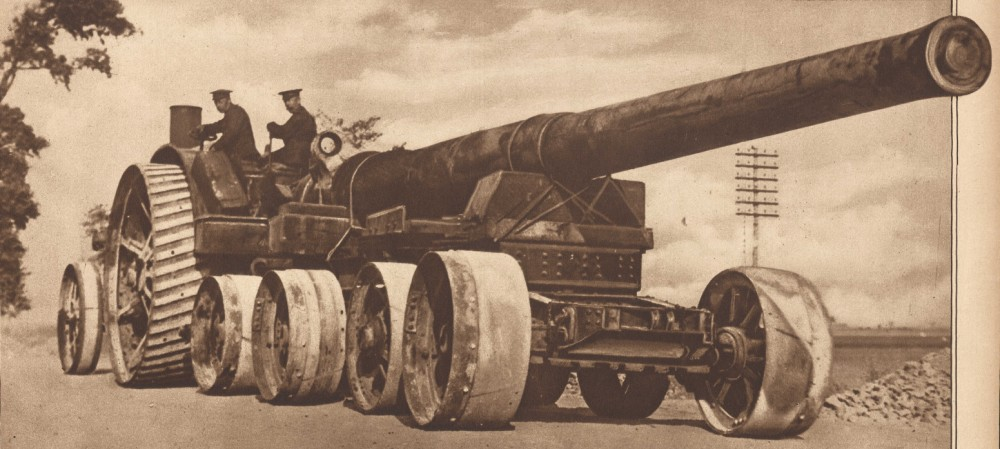
Canón Mk III procedente del Swiftsure siendo acarreado en Bélgica en 1917 para otros usos. Foto de Ernest Brooks

Los cañones Mark III fueron construidos por Elswick Ordnance para armar al acorazado Constitución que estaban construyendo para Chile. Gran Bretaña los adquirió después de su botadura cuando compró el Constitución en 1903 para evitar el riesgo de que el barco fuera adquirido por Rusia. El Constitución se convirtió en HMS Swiftsure en la Royal Navy.
El Swiftsure fue apartado del servicio activo en 1917 y sus armamento se utilizó para la defensa costera en el Reino Unido y como armas de asedio en la costa belga cerca de Nieuport para atacar baterías alemanas y en monitores clase M15.

### Mark IV
Vickers fabricó los cañones Mark IV para el acorazado Libertad que estaban construyendo para Chile. El Reino Unido los adquirió tiempo después de la botadura del barco en 1903, cuando compró el Libertad junto con el Constitución. El Libertad se convirtió en el HMS Triumph en la Royal Navy.

## Ejemplos de cañones conservados

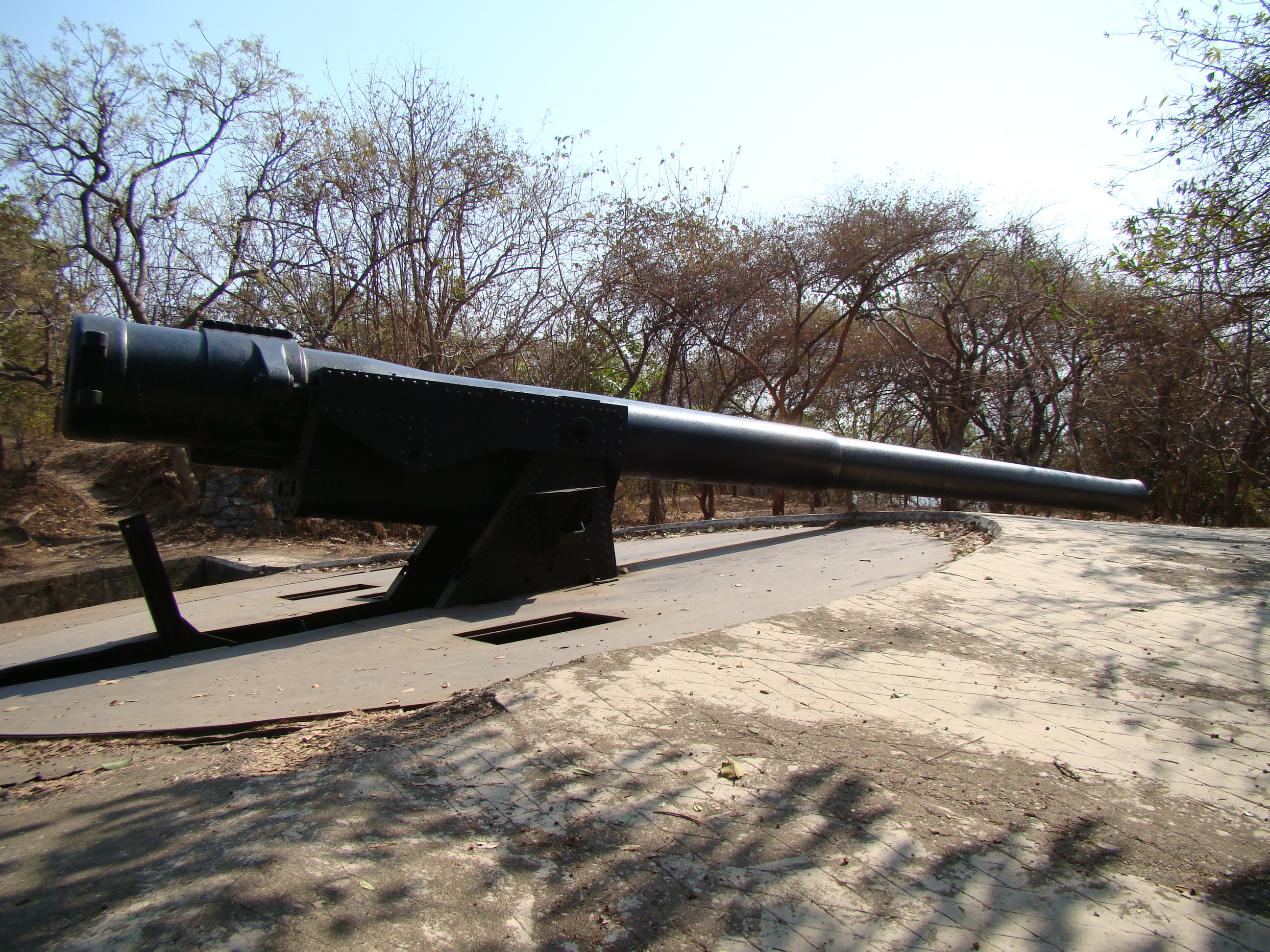
Cañon naval RGF de 1906 en la Isla Elefanta

- Dos cañones de defensa costera Mk II fabricados por EOC en 1905 y RGF en 1906 respectivamente, en la isla Elefanta en Bombay (India). Fotografías en Flickr